# Жовтень 2024
Жовтень 2024 — десятий місяць 2024 року, що розпочався у вівторок 1 жовтня та закінчився у четвер 31 жовтня.

## Події
1 жовтня
- Іран запустив ракети по Ізраїлю[1].
- Лідер правлячої Ліберально-демократичної партії Японії Ісіба Сіґеру став 102-м прем'єр-міністром Японії[2]

4 жовтня
- Унаслідок повеней і зсувів у Боснії і Герцеговині загинуло щонайменше 21 людина[3].

5 жовтня
- Сполучене Королівство погодилося передати Маврикію заморську територію в Індійському океані (архіпелаг Чагос)[4]

7 жовтня
- Лауреатами Нобелівської премії з фізіології або медицини 2024 року стали Гері Равкан та Віктор Амброс за відкриття мікроРНК та її ролі у посттранскрипційній регуляції генів[5].

8 жовтня
- Нобелівську премію з фізики присуджено Джону Гопфілду і Джеффрі Гінтону за фундаментальні відкриття в галузі машинного навчання за допомогою штучних нейронних мереж[6].

9 жовтня
- У США понад 5 млн людей евакуйовано зі штату Флорида у зв'язку з наближенням урагану вищої категорії Мілтон[7].
- Нобелівську премію з хімії присуджено Девіду Бейкеру, Демісу Гассабісу і Джону Джамперу за комп'ютерний дизайн білків і передбачення їхньої структури[8].

10 жовтня
- Штат Флорида накрив ураган Мілтон[9].

13 жовтня
- Відбувся п'ятий випробувальний політ багаторазової надважкої ракети-носія Starship компанії SpaceX і перший в історії успішний вилов першого ступеня Super Heavy установкою «Mechazilla»[10][11].

21 жовтня
- Молдова проголосувала за внесення змін до своєї конституції, щоб включити в неї мету стати країною-членом Європейського Союзу[12].

22 жовтня
- Колишній президент Перу Алехандро Толедо засуджений до двадцяти з половиною років тюремного ув'язнення у справі про корупцію й відмивання грошей[13].

26 жовтня
- На парламентських виборах у Грузії перемогу здобула керівна партія «Грузинська мрія», опозиція не визнає підсумків виборів[14].

28 жовтня
- На загальних виборах в Японії правляча коаліція на чолі з ЛДП втрачає більшість у Палаті представників[15].

29 жовтня
- Археологи оголосили про виявлення в мексиканському штаті Кампече руїн другого за величиною на півострові Юкатан стародавнього міста мая — Валеріана[en][16].

30 жовтня
- Кількість загиблих у результаті сильних повеней в Іспанії сягнула вже 155 людей[17].